# Avlösarservice
Avlösarservice är i Sverige till för att föräldrar och andra släktingar som hjälper personer med funktionsnedsättning i hemmet skall kunna göra andra saker. Då krävs att en lämplig avlösare kommer till hemmet och hjälper till. 